# Sparkle (film 1976)
Sparkle è un film del 1976 diretto da Sam O'Steen e ispirato alla carriera del gruppo musicale femminile The Supremes.